# Anglophone Krise in Kamerun
Die Anglophone Krise in Kamerun, auch Ambazonien-Konflikt, ist ein anhaltender Konflikt in den englischsprachigen Regionen Kameruns, Nordwest- und Südwestkamerun. Die Krise wurzelt in der kolonialen Geschichte Kameruns nach der Zerschlagung von Deutsch-Kamerun und den nachfolgenden Jahrzehnten der politischen, sozialen und wirtschaftlichen Spannungen zwischen den englischsprachigen Minderheitsregionen und der französischsprachigen Mehrheitsregierung. Der Konflikt eskalierte 2016 zu offener Gewalt, als Forderungen nach größerer Autonomie oder Unabhängigkeit gewaltsam unterdrückt wurden. Bis heute bleibt die Situation angespannt: Die gewalttätigen Auseinandersetzungen zwischen separatistischen Gruppen und staatlichen Sicherheitskräften halten an, mit verheerenden Auswirkungen für die Zivilbevölkerung.

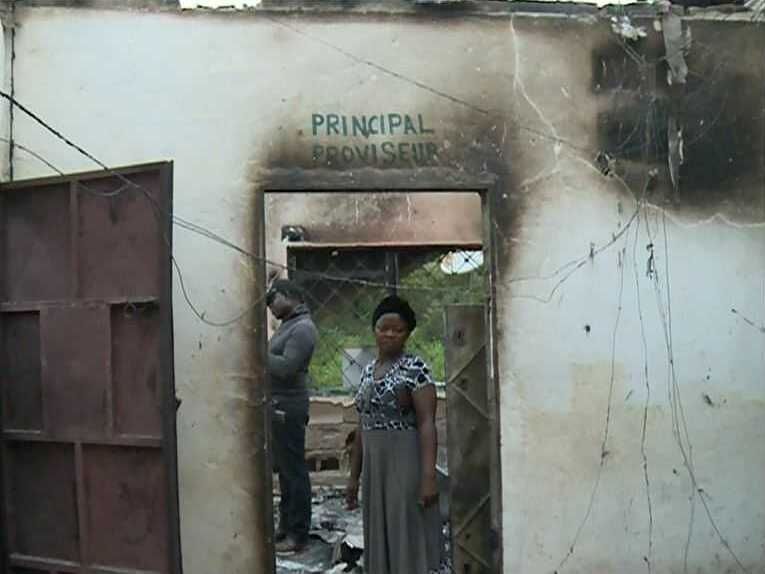
Zerstörte zweisprachige Schule in Fontem, Südwestkamerun (2019)

## Hintergrund
Kamerun war von 1884 bis 1916 eine deutsche Kolonie. Nach dem Ersten Weltkrieg wurde das Gebiet unter der Mandatsherrschaft des Völkerbundes zwischen Frankreich und Großbritannien aufgeteilt. Diese Teilung führte zur Entstehung zweier kulturell und sprachlich unterschiedlicher Regionen: des französischsprachigen Ostkamerun und des kleineren englischsprachigen Westkamerun, Südkamerun genannt.
Nach der Unabhängigkeit des französischsprachigen Kamerun im Jahr 1960 folgte ein Referendum in den britischen Gebieten, das zur Teilung führte: Nordkamerun entschied sich für den Anschluss an Nigeria, während Südkamerun sich für die Vereinigung mit dem bereits unabhängigen Kamerun entschied. Diese Entscheidung legte den Grundstein für die heutigen Spannungen.
Vor dem Ausbruch der Krise im Jahr 2016 gab es langjährige Beschwerden der anglophonen Bevölkerung über Marginalisierung in Bezug auf Politik, Wirtschaft und Bildung. Die Zentralregierung wurde beschuldigt, die französische Sprache und Kultur zu bevorzugen und die anglophonen Regionen systematisch zu benachteiligen.

## Verlauf des Konflikts
Der Konflikt begann im Oktober 2016 mit Protesten von Anwälten, Lehrern und Studenten gegen die Ernennung französischsprachiger Richter und Lehrer in den anglophonen Regionen sowie gegen die allgemeine Vernachlässigung dieser Gebiete. Es bildeten sich Interessenverbände wie das Consortium de la société civile anglophone du Cameroun und der Nationalrat Südkameruns. Die Proteste wurden gewaltsam unterdrückt, was zur Radikalisierung der Bewegung führte.
Die Forderungen der Protestierenden weiteten sich von der anfänglichen Forderung nach Gleichberechtigung der Sprachen zu Forderungen nach größerer Autonomie und schließlich nach vollständiger Unabhängigkeit aus. Die Regierung reagierte mit militärischer Gewalt, was zu einer weiteren Eskalation führte. Internationale Organisationen wie Human Rights Watch berichteten von schweren Menschenrechtsverletzungen auf beiden Seiten.
Trotz verschiedener Versuche, den Konflikt durch Dialog zu lösen, bleibt die Situation angespannt. Die gewaltsamen Auseinandersetzungen zwischen separatistischen Gruppen und staatlichen Sicherheitskräften halten an, mit schwerwiegenden Auswirkungen für die Zivilbevölkerung.

## Internationale Reaktionen
Internationale Akteure, einschließlich die Vereinten Nationen und die Afrikanischen Union, haben wiederholt zu einem friedlichen Dialog aufgerufen und ihre Bereitschaft signalisiert, bei der Konfliktlösung zu helfen. Allerdings haben diese Bemühungen bislang nicht zu einer dauerhaften Lösung geführt.

## Humanitäre Auswirkungen
Der Konflikt hat zu massiven Menschenrechtsverletzungen, Vertreibungen und einer tiefgreifenden humanitären Krise geführt. Tausende Menschen sind ums Leben gekommen, und Hunderttausende wurden vertrieben.